# Falstad

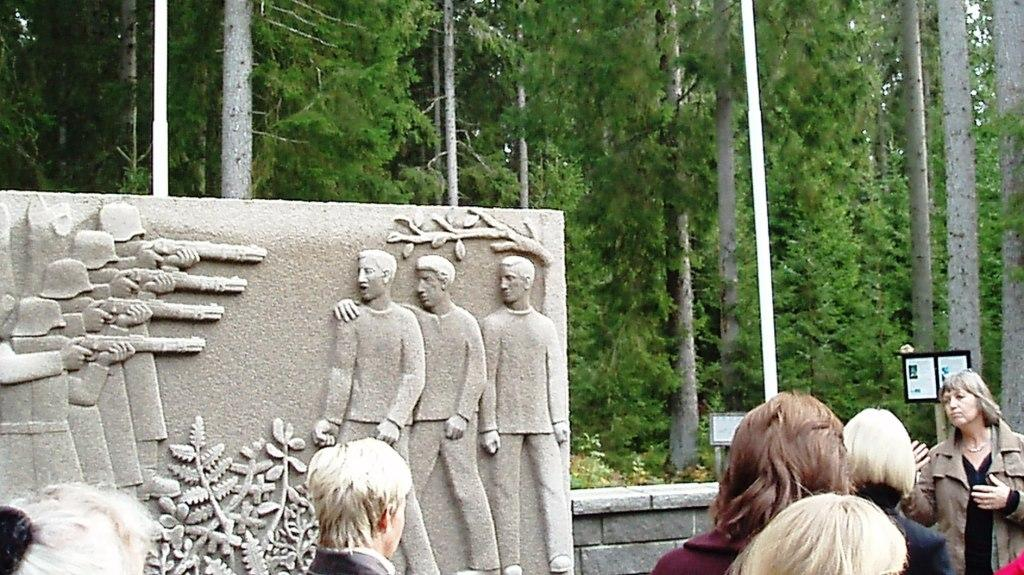
Falstadcentrets chef Tone Jørstad guidar en grupp besökare i Falstadskogen där avrättningarna ägde rum

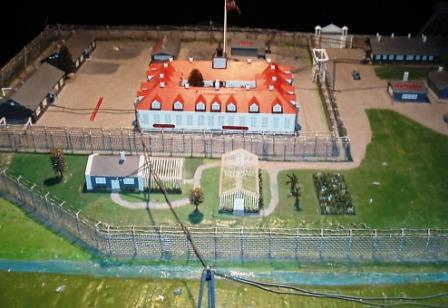
Modell av lägret

Falstad  var ett tyskt koncentrationsläger i Levangers kommun i Norge under den tyska ockupationen av Norge 1940-1945.
Ursprungligen var Falstadlägret en statlig internatskola. I augusti 1941 övertog SS området och öppnade SS-Strafgefangenenlager Falstad. 
Lägret administrerades av Gestapo och användes huvudsakligen som ett genomgångsläger för politiska fångar från 13 olika länder. De flesta av sammanlagt cirka 5 000 fångar tillbringade en kortare tid i Falstad i väntan på vidaretransport till Tyskland eller koncentrationslägret i Grini. Även ett antal judiska fångar fanns i Falstad innan de sändes vidare till läger i Polen. Minst åtta av dem mördades i Falstad.
Kända krigsförbrytare som arbetade vid lägret var SS-Hauptscharführer Gogol och Hans Lambrecht, en tysk vakt som av norrmännen kallades "Gråbein".
Åren 1943-1945 avrättades minst 43 norrmän, 101 ryssar och 62 serber i skogen intill lägret. Letandet efter begravda offer i skogen är ännu inte avslutat, kvarlevorna efter fler än 200 mördade människor har hittills påträffats.
Fångarna i Falstad befriades i maj 1945, och lägret omvandlades till arbetsläger för landsförrädare och senare åter som skola. Numera är lägret ett museum.